# 蔣方良
蔣方良（1916年5月15日—2004年12月15日），本名法因娜·伊帕季耶芙娜·瓦赫列娃（俄语：Фаина Ипатьевна Вахрева，羅馬化：Faina Ipatsyewna Vakhrava），白俄罗斯维捷布斯克州奥尔沙人，後徙居俄羅斯葉卡捷琳堡，中華民國前第一夫人，中華民國前總統蔣經國之妻子，並與之育有三子一女。

## 生平

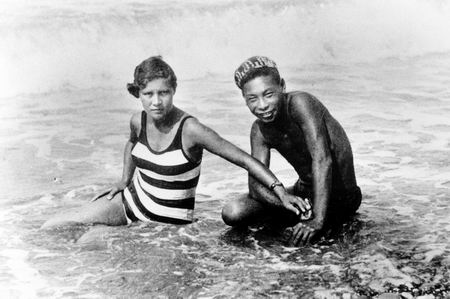
蔣方良與蔣經國於蘇聯期間

蔣方良出生於俄罗斯帝国奥尔沙（今屬白俄罗斯维捷布斯克州），其父親伊帕奇亞·瓦西列维奇（俄语：Япашка (Ипатия) Вахиревич）為鐵道工人（另一說為前俄罗斯帝国貴族，十月革命後由該工人領養），後全家遷至蘇維埃俄國的葉卡捷琳堡，自幼雙親亡故，由其姊撫養長大。
1932年，16歲的她在乌拉尔河附近之工廠與蔣經國相識，兩人相戀，并於1935年3月15日結婚。
1936年12月，约瑟夫·斯大林終於允許蔣經國回中國。在浙江省杭州市被蔣中正和宋美齡接受後，在浙江省溪口镇舉行第二次婚禮。除了學習官话之外，蔣方良也學習宁波话。蔣經國夫婦與蔣經國的親生母親毛福梅居住，並相處良好。
1949年，中華民國政府遷台。蔣經國在臺灣任職中華民國總統後，方良雖是中华民国第一夫人，卻如傳統中國婦女般深居簡出。整個第一夫人生涯中，除了關乎中國國民黨的重大事故以外，她通常與公眾保持距離，因此外界對她所知甚少。
蔣方良來華後，至逝世前因為身體狀況等因素，不曾回過故鄉。在臺灣時，也只在1992年時與到訪的白俄羅斯首都明斯克市長吉拉席門柯見過面。
1988年，蔣經國逝世。1992年，蔣方良飛往美國旧金山探視蔣孝章、蔣孝勇。2000年，她的三個兒子相繼去世之後，「住在七海新村」。蔣方良生前曾說過，每通來自臺北榮民總醫院的電话鈴聲，都是催促她再趕一趟傷心路程。
2004年12月15日，蔣方良因肺贅生物導致呼吸衰竭，病逝於臺北榮民總醫院，享壽88歲。12月27日在臺北榮總介壽堂舉行告別式，當日上午8時公祭，總統陳水扁親自出席頒發褒揚令，副總統呂秀蓮、藍營三黨主席連戰、宋楚瑜、郁慕明及黨政各界人士先後到場致意，儀式上由中國國民黨四位副主席王金平、林澄枝、江丙坤、馬英九為蔣方良靈柩覆蓋黨旗；另由李煥、郝柏村、邱創煥、施啟揚四人為靈柩覆蓋國旗。蔣方良遺體火化後與蔣經國先生相伴長眠於大溪陵寢。其女蔣孝章因體弱無法返台奔喪，俞揚和代妻回台灣參與治喪與出席告別式。
中華民國政府透過總統頒佈褒揚令給予褒揚，褒揚令原文為：

蔣故總統經國先生夫人方良女士，志節貞固，蕙質婉約。原籍俄羅斯，自幼困學勉行，襟懷開朗，卒業烏拉重機械廠附設工人技術學校。民國二十四年，與留俄之經國先生結縭，執手砥礪，相互扶持。嗣隨夫婿遄返中土，鄉關萬里，入境隨俗；相夫教子，侍奉翁姑，贏得國人「賢良慈孝」讚譽。雖為第一家庭成員，平居操持勤奮，厲行簡約質樸，鋒芒盡藏，弗涉政治；勞謙愷悌，律己達人。曾創辦私立三軍托兒所，積極照護軍眷遺孤，德澤溥乎赤子，仁愛播於宇內。晚歲遭遇人世至痛，迭攖痼疾所苦，堅忍剛毅，橫逆無畏。中華傳統矩範「溫良恭儉讓」，斯人有之。綜其生平，寧靜澹泊，廉潔恪慎，懿德淑世，朝野同欽。遽聞溘逝，殊深軫悼，應予明令褒揚，以示政府崇念馨德之至意。

總　　　統　陳水扁　　　　

行政院院長　游錫堃　　　　

## 家庭

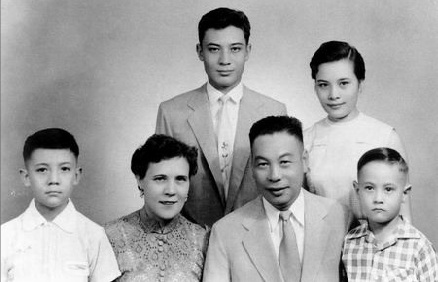
1950年蒋家全家福，前排左二為蔣方良

蔣經國與蔣方良有三兒一女，三個兒子分別是蔣孝文、蔣孝武和蔣孝勇，女兒是蔣孝章。三個兒子都在1980至1990年代間去世，至於蔣孝章當初因婚姻不獲家庭認同，已遠居美國。

## 外部連結
- 芳妻愛存──蔣家照相簿
- 蔣經國與俄羅斯夫人蔣方良的兩三珍聞軼事  （页面存档备份，存于）
- 離鄉逾67年 思念長抑心中
- 蔣家私房照
  - 蔣經國與蔣方良（組圖一） （页面存档备份，存于）
  - 蔣經國與蔣方良（組圖二） （页面存档备份，存于）

| 榮銜          | 榮銜                                          | 榮銜            |
| ------------- | --------------------------------------------- | --------------- |
| 前任： 劉期純 | 中華民國第一夫人 1978年5月20日－1988年1月13日 | 繼任： 李曾文惠 |